# Râle sylvestre
Hypotaenidia sylvestris
Espèce
Statut de conservation UICN

 EN  : En danger
Statut CITES
Le Râle sylvestre (Hypotaenidia sylvestris) est une espèce d'oiseaux inaptes au vol, de la famille des Rallidae.

## Description
C'est un oiseau de 40 cm de long pour le mâle, 35 cm pour la femelle. Il a un plumage brun avec une queue courte et un bec incurvé vers le bas.

## Distribution et habitat
Cette espèce est endémique des forêts subtropicales de l'île Lord Howe. Sa population  qui était tombée à une vingtaine d'individus en 1970, est remontée, grâce à la réintroduction d'une centaine d'oiseaux captifs dans les années 1980, à 170-200 individus, dont 40 à 50 couples reproducteurs.  dans les années 2010,.

## Alimentation
Il se nourrit de vers de terre, de petits crustacés, de larves d'insectes et d'œufs de puffins ou de pétrels. Il se nourrit aussi de fruits, de lichens, de champignons, de blechnums, de rubiacées.

## Mode de vie
Il vit en couple sur un territoire de 3 hectares qu'il défend contre les envahisseurs. Il suffit de faire un bruit bizarre pour le voir apparaitre à la recherche de l'intrus à expulser. De même, dès que les petits sont capables de se débrouiller seuls, ils sont chassés. Tout ceci explique la faible population sur l'île.

### Articles  connexes
- Liste des oiseaux d'Australie